# Toshiyasu Takahara
Toshiyasu Takahara (髙原 寿康 Takahara Toshiyasu?), född 18 oktober 1980 i Gifu prefektur, är en japansk fotbollsspelare.
Takahara började sin karriär 2003 i Júbilo Iwata. Efter Júbilo Iwata spelade han för Consadole Sapporo, Shimizu S-Pulse och FC Machida Zelvia. Han avslutade karriären 2018.